# چاه محمدصدیق قاضی‌زاده
چاه محمدصدیق قاضی‌زاده یک منطقهٔ مسکونی در ایران است که در دهستان دشت جام واقع شده‌است.